# Ma (bogini)
Ma – anatolijska bogini, czczona szczególnie w Komanie w Kapadocji.
Imię Ma oznacza matkę. Kult bogini był formą kultu Bogini Matki, znanej jako Hebat w mitologii huryckiej i hetyckiej oraz jako Kybele w kultach frygijskich. Boginię czczono jednak przede wszystkim w jej wojowniczym aspekcie, jako boginię wojny i zwycięstwa, stąd w okresie hellenistycznym była łączona z Enyo. Kult Ma miał charakter orgiastyczny i połączony był z prostytucją sakralną.
Ośrodkami kultu Ma były dwa miasta o nazwie Komana: Comana Pontica i Komana w Kapadocji. Szczególnie w tej ostatniej powrócono do tradycji hetyckiej. Oba wymienione miasta stały się państwami teokratycznymi, na których czele stali arcykapłani Ma-Enyo, mający rangę niewiele niższą niż lokalni królowie. Według relacji Strabona w świątyniach Ma było 6 000 hierodul i hierodulów. Orgiastyczne obrzędy połączone z samookaleczeniem i zbrojnymi tańcami przyciągały do sanktuariów pielgrzymów z odległych terenów. 
Rzymianie, którzy zetknęli się z kultem Ma w okresie wojen z Mitrydatesem, utożsamiali ją z Belloną, a potem z Virtus. Kult Ma-Bellony rozpowszechnili m.in. legioniści Sulli.